# پلوهوف ژدار
پلوهوف ژدار (به چکی: Pluhův Žďár) یک منطقهٔ مسکونی در جمهوری چک است که در ناحیه ییندریخوف هرادتس واقع شده‌است. پلوهوف ژدار ۳۳٫۳۷ کیلومتر مربع مساحت و ۶۱۲ نفر جمعیت دارد و ۴۷۸ متر بالاتر از سطح دریا واقع شده‌است.